# Яворський Іван
Отець Іва́н Яво́рський  гербу Сас (1 липня 1858, с. Ступниця, сучасний Дрогобицький район Львівської області — 22 квітня 1930, с. Стрільбичі, сучасний Старосамбірський район Львівської області) — український галицький громадський і політичний діяч, греко-католицький священник, парох с. Стрільбичі (від 1895 р.). Член проводу Української національно-демократичної партії, посол на Галицький сейм у 1913—1914 роках (обраний від IV курії округу Старий Самбір, входив до складу «Українського соймового клубу»).

## Життєпис
Організатор українського культурного та економічного руху на Самбірщині.
Націонал-демократ, член проводу Української національно-демократичної партії від початку її створення. Активний у боротьбі за українське шкільництво (зокрема, за заснування української гімназії в Станиславові), в організації селянських рільничих страйків 1902 р.
Делегат Української Національної Ради ЗУНР.